# Hattoriella morrisoncola
Hattoriella morrisoncola là một loài rêu tản trong họ Jungermanniaceae. Loài này được (Horik.) Bakalin, Vadim A. mô tả khoa học lần đầu tiên năm 2003.